# 伊卡洛斯

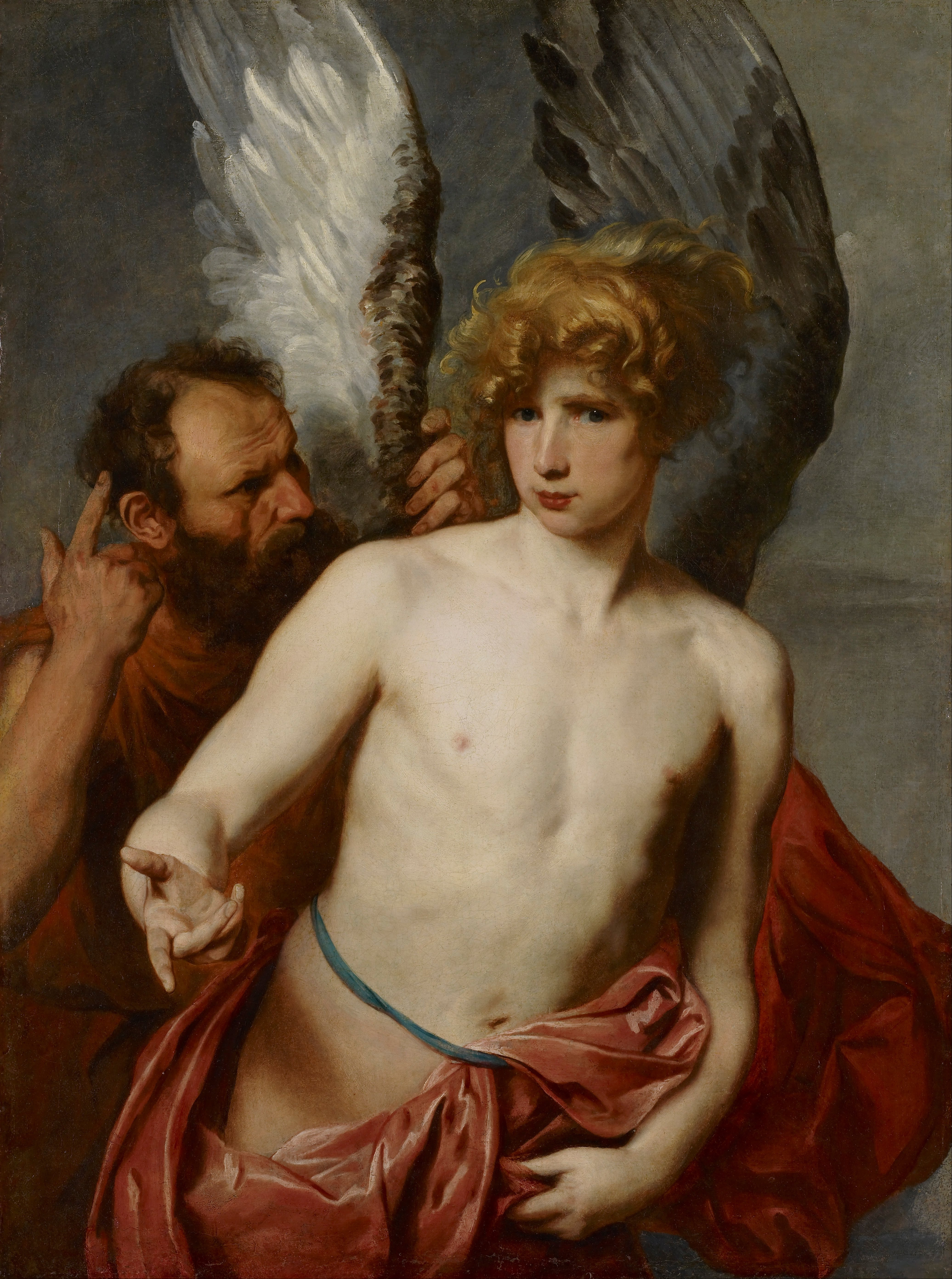
代达罗斯和伊卡洛斯，作者安东尼·凡·戴克

在希臘神話中，伊卡洛斯，或譯伊卡路斯、伊凱洛斯等，是迷宮的創造者代達羅斯的兒子。 伊卡洛斯和代達羅斯試圖借助代達羅斯用羽毛和蠟製成的翅膀逃離克里特島。 
伊卡里亚岛的地名源自伊卡洛斯之名。

## 希腊传说中的故事
希臘建築師兼發明家代达罗斯替克里特島的國王米诺斯建造一座路線設計非常巧妙的迷宮，用來關住米诺斯那個牛頭人身的兒子彌諾陶洛斯。但國王擔心迷宮的秘密走漏，於是下令將代达罗斯和他的兒子伊卡洛斯一同關進那座迷宮裡高高的塔樓，以防犯他們逃脫。
為了逃出，代達羅斯設計了飛行翼。然而，飛行翼是以蠟結合鳥羽製成，不能耐高熱，代達羅斯首先警告伊卡洛斯不要自滿或狂妄自大，指示他不要飛得太低也不要飛得太高，以免海水的潮濕堵塞他的翅膀或太陽的熱量將它們融化。年輕的伊卡洛斯因初次飛行所帶來的喜悅感受，他無視父親的警告，越飛越高，因太接近太陽而使蠟翼融化，他從天上掉下來，掉進海裡而溺死。父親代達羅斯目睹此景，悲傷地飛回家鄉，並將自己身上的那對蠟翼懸掛在奧林帕斯山的阿波羅神殿裡，從此不再飛翔。
這個神話延伸出了俗諺“不要飛得離太陽太近”（英語：don't fly too close to the sun）的產生。

## 文化作品中的引用
- 英國重金屬樂團鐵娘子的歌曲〈Flight of Icarus〉。
- CSGO中M4A1消音步枪的皮肤：伊卡洛斯陨落。
- 日本動畫《天降之物》中女主角即為其名。
- 《聖鬥士星矢》劇場版天界篇中有同名的天鬥士出場。
- 在《哆啦A夢》電影《大雄与翼之勇者》中，有一同名的角色。
- 《名偵探柯南》動畫第218～219集的原創故事「黑色伊卡洛斯之翼」，提及此傳說及發生相似的故事情節。第528集，有澤悠子說到：「崇拜只能是崇拜，最好還是遠遠地望著就好，要是太接近的話，就會像被陽光燒焦翅膀而落入海里的伊卡洛斯一樣，讓自己引來災禍。」
- 《閃電霹靂車》中AOI的賽車——EX史培利昂Z/A-8，推進器被稱為「伊卡洛斯之翼（Icarus Wing）」。
- 美國天文學會行星科學部贊助發行的期刊《伊卡洛斯》。
- 日本金星任務中的「依靠太陽輻射加速的星際風箏」（Interplanetary Kite-craft Accelerated by Radiation Of the Sun, IKAROS）。
- 《魔獸爭霸III》的地图DOTA中英雄凤凰的名字就是伊卡洛斯。
- 《閃電十一人》中美國隊的必殺招式，其中之一稱做「伊卡洛斯之翼」（土門＆馬克）。
- 《櫻花大戰2》中角色雷尼的角色曲叫《伊卡洛斯之星(イカルスの星) （页面存档备份，存于）》。
- 《紙箱戰機W》的兩位主角山野阪和大空弘的LBX「伊卡洛斯﹒零式」和「伊卡洛斯﹒力量」 。
- 《遊戲王》裡的一張通常陷阱卡《神鳥一擊》，其英文名稱為《Icarus Attack》，且圖片名稱亦描述鳥人伊卡洛斯。
- 《加速世界》中Sky Raker引退後被稱為「伊卡洛斯」。
- 007系列电影《择日而亡》中反派开发的一种太空武器被命名为「伊卡洛斯」。
- 韩国乐队紫雨林（紫雨林）2013年10月歌曲。
- 电影《太阳浩劫》中， 两艘宇宙飞船被称之为伊卡洛斯1号和伊卡洛斯2号。
- 现实中，希腊空军学院的绰号是伊卡洛斯学校。
- 《機巧少女不會受傷》中，艾德蒙的人偶。
- 漫畫 《東京喰種re》47話中 由CCG提及伊卡洛斯之塔。
- 在遊戲《戰神》（God of War）中也有出現，奎多斯扯下伊卡洛斯的翅膀為自己所用。
- 遊戲《駭客入侵：人類革命》原聲帶 主題曲（页面存档备份，存于） 命名為「伊卡洛斯」(Icarus)，宣傳期間釋出的 影片（页面存档备份，存于） 概念結合了「伊卡洛斯」與林布蘭尼古拉斯·杜爾博士的解剖學課的場景。
- 《Wii運動 度假勝地》中，烏富島的知名景點「伊卡洛斯之崖」。
- 動漫《歡迎來到實力至上主義的教室》小說第3卷，茶柱佐枝藉由伊卡洛斯之翼的故事，來對照綾小路清隆。
- 韩国團體JJ Project 2017年7月歌曲《Icarus》。
- 韩国歌手泰民 2017年10月歌曲《Rise》伊卡洛斯。
- 韓國男團防彈少年團(BTS)2016年10月正規二輯《血汗淚》(Blood Sweat & Tears)MV中出現了傷悼伊卡洛斯這幅畫。
- 刺客教條：奧德賽中主角的寵物老鷹也叫伊卡洛斯。
- 《第五人格》冒險家有一個皮膚叫伊卡洛斯。
- 《迷宫馆杀人事件》引述了这个故事。
- 电影《无极》中奴隶昆仑戴着翅膀飞离迷宫。
- 遊戲《楓之谷》中，有一同名NPC有系列任務《好無聊》，對話中亦出現「飛向天空」等言談，解完任務會獲得披風一件。
- 日本樂團THE ALFEE於2020年9月2日發行之第68張單曲友よ人生を語る前に，其中「太陽と鋼の翼」（太陽與鋼之翼）即引用了伊卡洛斯神話。
- 井戶潤的半澤直樹系列小說中的《銀翼的伊卡洛斯》，現已翻拍成半澤直樹第二季。
- 西班牙作曲家Ivan Torrent的史詩配樂《Icarus》，由聲樂家Julie Elven獻聲。
- 樂隊“周二下午誰沒來”的分支項目“水仙鬥活佛”所創作的《小鹹偶記》（正在創作，尚未定名）專輯中的曲目《潛龍記》引用了“蠟翼”這壹意象。
- 韓劇《我的上流社會》EP2主題【伊卡洛斯的翅膀】。
- 動畫《小馬寶莉》中在“彩虹音爆”一集中珍奇的翅膀被燒化也運用了此隱喻。
- 日本男子團體JO1第四張單曲《STRANGER》中收錄的其一歌曲名《ICARUS》。
- 南韓製播的電視動畫《天神向前衝》中，其中一集介紹伊卡洛斯的翅膀。
- 音乐剧Hamilton里, Angelica在给妹妹Eliza的信中将Hamilton比作伊卡洛斯。
- 游戏戴森球计划里，机甲的命名为伊卡洛斯。
- 中国单口喜剧演员刘旸的脱口秀专场名为《伊卡洛斯》，涉及青春期的复杂心态、居家时的感触、网课时期的经历和全职做喜剧演员以后面对的网上的评价。[1]
- 美國搖滾樂隊Starset於2021發行的專輯《HORIZONS》中收錄的其一歌曲名〈ICARUS〉。
- 韓劇《black dog》出現伊卡洛斯，為資優生課後輔導社團名稱。
- 美國死核樂團Lorna Shore發行的歌曲《Sun//Eater》歌詞引用了伊卡洛斯的故事。
- 日本漫畫《航海王》1114話的標題，即為「伊卡洛斯之翼」，暗指貝加龐克隕落的可能性！